# Jan Rajlich mladší
Jan Rajlich ml. (* 10. června 1950 Vyškov) je český výtvarný umělec, grafik, grafický designér, malíř a pedagog.

## Život
Jan Rajlich ml. vystudoval obor architektura na Fakultě stavební VUT Brno (diplomová práce u ak. arch. Osvalda Döberta, 1968–1974). V letech 1974–1981 byl interiérovým architektem ve Státním projektovém ústavu obchodu v Brně. V roce 1995 se habilitoval v oboru grafický design na VŠUP v Praze.

### Pedagogická a publikační činnost
V letech 1984–1989 vyučoval grafický a průmyslový design a písmo na SUPŠ Brno (Střední uměleckoprůmyslová škola, dnešní Střední škola umění a designu, stylu a módy). Od 1987 externě a od 1994 interně přednášel grafický design na FSI VUT Brno, kde byl vedoucím Odboru průmyslového designu Ústavu konstruování (1996–2014). Přednášel v zahraničí: Čína (2018), Indie (2011), Írán (2007), Japonsko (1998 a 1999), Litva (2014), Mexiko (2003 a 2008), Nizozemsko (2007), Rakousko (2008), Rusko (1999), Skotsko (2009 a 2012), Slovensko (2007), Tchaj-wan (2006, 2007, 2008 a 2014), Ukrajina (1997) a USA (2001).
Publikoval na 200 článků o grafickém a průmyslovém designu, je editorem zpráv ze světa designu SBB (od 2000) a čtvrtletního zpravodaje Sdružení Q KVÉ-buletýn (od 2008).

### Členství a organizační činnost
Jan Rajlich ml. byl registrovaným výtvarníkem při ČFVU (Český fond výtvarných umění, 1982–1993), členem SČVU (Svaz českých výtvarných umělců, 1988–1990), Sdružení Q Brno (od 1990), Sdružení Bienále Brno (od 1992, předsedou od 1999). Čestným členem Masarykovy akademie umění Praha (1991) a International Society of Graphic Designers USA (1995). Byl členem organizačního výboru Mezinárodního bienále grafického designu Brno (1985–2004) a prezidentem 16.–18. Bienále Brno (1993–1998). Byl členem mezinárodních jury cyklických výstav: Charkov (1997, 2003), Mexico (2008), Moskva (1992 a 1999), Rzeszów (1997), Tehran (2007), Tchaj-pej (2007, 2008 a 2014), Trnava (2012), Zagreb (1995), Žilina (2000, 2002, 2005, 2008, 2011, 2014, 2017).
Zorganizoval kolem 30 kolektivních výstav, např.: Ilustrátoři Rovnosti (1988), Vizuální interpretace (St. Pölten 1991, Ljubljana 1992, Budapest 1993), Plakáty Schenk Volleyball (1994), Svět na dosah (1996), Abeceda designu (1996), Grafický design 2000 (2000), „20“ (2002), Novoročenky 04 (2003), Krásné stroje I a II (2003 a 2007), Horizonty ilustrace (2004), Identita (2006), Novoročenky pf06 (2006), Divadlo svět (2007), Echo grafického designu TW/CZ (2008), Intersection (2010), SBB Art & Design (2011), Design My Love (2011), SBB Poster Power (2017), Hommage: JR 100×100 (2020) ad.

## Dílo
Doménou výtvarné práce Jana Rajlicha ml. se stala kresba a v 70.–80. letech 20. stol. jí byla i olejomalba. Od poloviny 80. let zkoumal možnosti počítačové grafiky a techniku serigrafie u volné grafiky. Po roce 1990 se zaměřuje na autorské umělecké plakáty často s tzv. automatickými texty. „Drží se při tom zásady upoutat a nepustit. Jeho plakátová díla totiž zpravidla ovládá ústřední motiv, jímž jsme lapeni natolik, že nám nemůže uniknout detailní pojednání druhého prostorového plánu skladby, v němž si můžeme číst: je přeplněn reáliemi i symboly a hlavně je zalidněn spoustou bytostí, z nichž každá jako by žila svůj vlastní osud.“ 
Se svým otcem Janem Rajlichem st. od 70. let spolupracoval na jednotném vizuálním stylu (JVS) a design-manuálu BVV, Brněnských veletrhů a výstav (1975–1990), a piktografických systémech (např. branžové emblémy expozic Výrobních družstev na Prodejních výstavách Brno, emblémy zvěrokruhu kalendáře Adast, orientační piktogramy Hotelu Morava Pohořelice, piktogramy ovladačů vysokozdvižných plošin Slovácké strojírny).
Spolu s Ing. arch. Miroslavem Gilwannem zpracoval design-manuály MEZ Mohelnice a Olšanské papírny (1981–1985).
Vytvořil vizuální styl Bienále Brno (1980–1992), orientační a piktografický systém výrobních budov BVV (1984), JVS a design-manuál Orgrez Brno (1999). Je autorem mnoha značek a logotypů (Vánoční trhy, Envibrno, Fakulta architektury, Fakulta strojní, Chepos Engineering, Diana, Florentina, TT servis, Nemocnice Milosrdných bratří, Katedra divadelní vědy FF MU aj.), Znaky městských částí v Brně (Bosonohy, Černovice, Kníničky, Líšeň, Žabovřesky ad.; 1991), orientačních map města Brna a městských částí Brno-město a Brno-Bystrc se souborem piktogramů a 111 siluetami městských objektů (1999–2001) atd. Byl grafikem a ilustrátorem sobotní přílohy deníku Rovnost (1983–1991), pro který vytvořil v r. 1990 novou typografickou koncepci. Byl úpravcem časopisů BVV magazín (1993–1998), Club (1994) a Ticho (1997–1999).
Realizoval tiskem 220 plakátů a serigrafií, na 500 drobnějších grafických děl (katalogy, sborníky, noviny, časopisy, prospekty, programy, kalendáře ap.).

### Výstavy
Od roku 1977 vystavoval plakáty, grafický design, serigrafie a malbu na 38 samostatných výstavách – např. Ahmadábád, Bratislava, Brno, Emmerich, Fort Collins, Moskva, Olomouc, Ósaka, Ostrava, Praha, Vyškov, Varšava, Vídeň, Zlín, Žilina atd. Účastnil se zejména svými plakáty více než 180 kolektivních výstav doma a 240 v zahraničí: Bienále Brno, Fort Collins, Chaumont, Lahti, La Paz, Lille, Mexiko, Mons, Moskva, Ningbo, Northbridge, Ógaki, Ostende, Paříž, Quito, Řešov, Sharjah, Shenzhen, Sofia, Tchaj-pej, Teherán, Tokio, Trnava, Varšava, Vratislav, Záhřeb, Žilina atd.

### Zastoupení ve sbírkách
Bibliothéque nationale de France, Paris; Dansk Plakatmuseum Aarhus; ddd Gallery Osaka; Fourth Block Gallery-Museum Kharkiv; Galéria Jána Koniarka Trnava; Colorado State University Libraries Fort Collins; JIDPO Tokyo; Maison du Livre et de l´Affiche Chaumont, Moravská galerie v Brně, Muzeum plakatu Warszawa-Wilanów; Ogaki Poster Museum; Plakatmuseum am Niederrhein (PANkunstforum) Emmerich; Suntory Museum Osaka (do 2010); Uměleckoprůmyslové muzeum Praha atd.

### Ocenění
Od roku 1974 získal Jan Rajlich ml. různé ceny v oborových soutěžích na značky a plakáty, cenu za malbu na Trienále 15/30 Brno (1978), čestné uznání za malbu na Přehlídce mladých výtvarníků Brno (1980), Cenu města Brna v oboru užité umění (2001), stříbrnou medaili VUT Brno (2018).

## Galerie

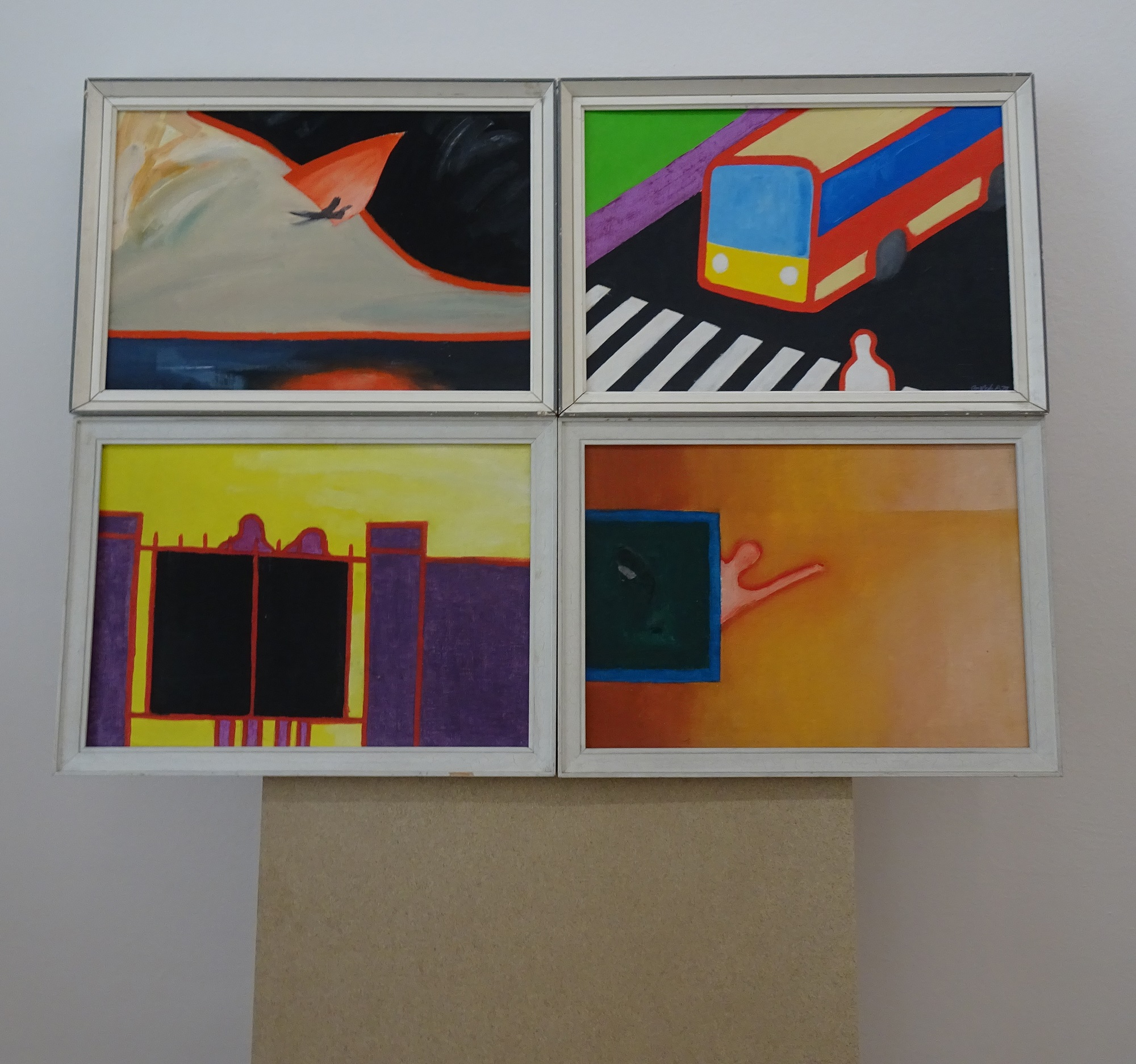
Jan Rajlich ml.: olejomalby ze 70. let v intervenci do expozice Moravské galerie v Brně, 2020
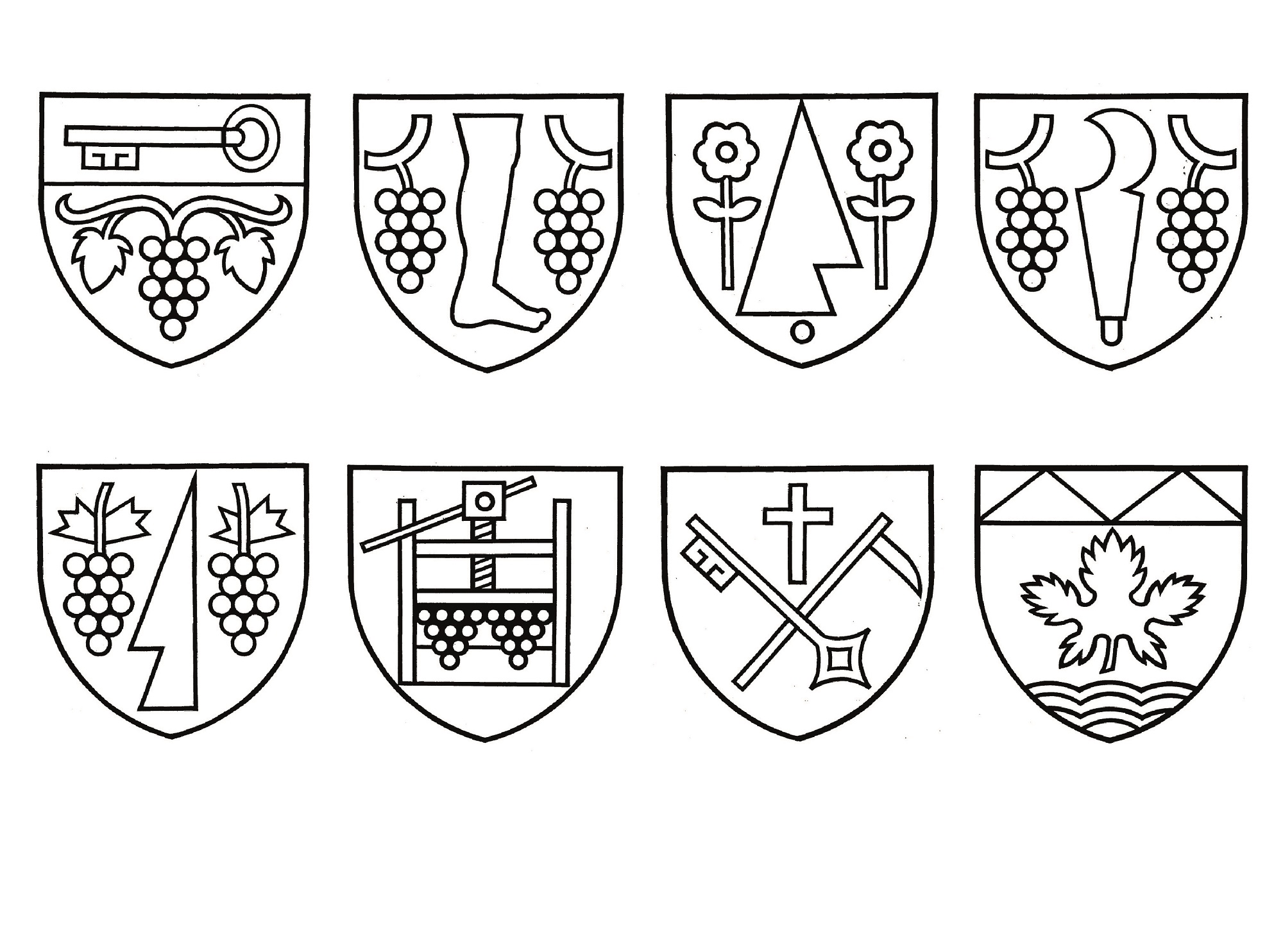
Jan Rajlich ml.: znaky brněnských městských částí, 1991
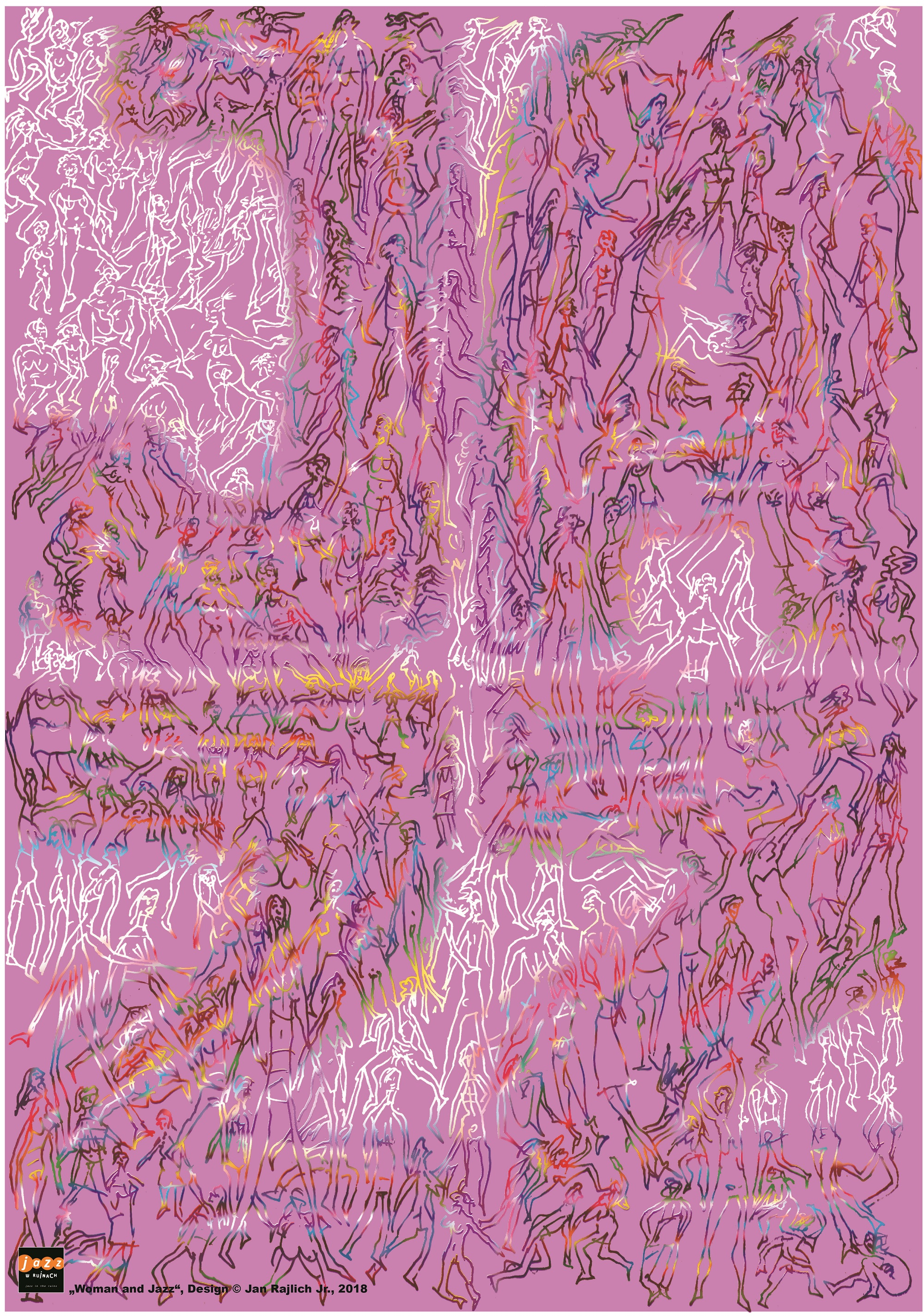
Jan Rajlich ml.: plakát Woman and Jazz, 2018